# Лакедемонська політія
«Лакедемонська політія» або «Державний устрій лакедемонців» (грец. Λακεδαιμονίων Πολιτεία) — один з малих політичних трактатів Ксенофонта, що містить опис державного ладу Спарти.

## Загальна характеристика трактату
Трактат має перебільшено хвалебний характер. Автор тут відкрито висловлює свої антидемократичні погляди і не приховує симпатій до аристократичної Спарти. На відміну від деяких інших творів, таких як «Кіропедія», «Агесілай», «Гієрон», Ксенофонт спирається не на моральні якості правителя, а на систему непорушних законів. На думку автора, найдосконаліша така система, фундаментом для якої є виховання громадян. Спартанське виховання (агоге), згідно з Ксенофонтом, триває протягом усього життя і культивує в громадянах такі якості, як невибагливість, вміння підкорятися командирам і вміння командувати, відвага і готовність до самопожертви.

## Проблема останньої глави
Низка дослідників[хто?] сумніваються в приналежності Ксенофонтові останньої глави трактату, в якій йдеться про падіння моралі в сучасній автору Спарті. Однак, вагомих аргументів проти достовірності цієї глави немає.